# Кампу-ду-Жереш
Кампу-ду-Жереш (порт. Campo do Gerês)  —  район (фрегезия) в Португалии,  входит в округ Брага. Является составной частью муниципалитета  Терраш-де-Бору. Находится в составе крупной городской агломерации Большое Минью. По старому административному делению входил в провинцию Минью. Входит в экономико-статистический  субрегион Каваду, который входит в Северный регион. Население составляет 187 человек на 2001 год. Занимает площадь 62,38 км².